# Sesso intercrurale

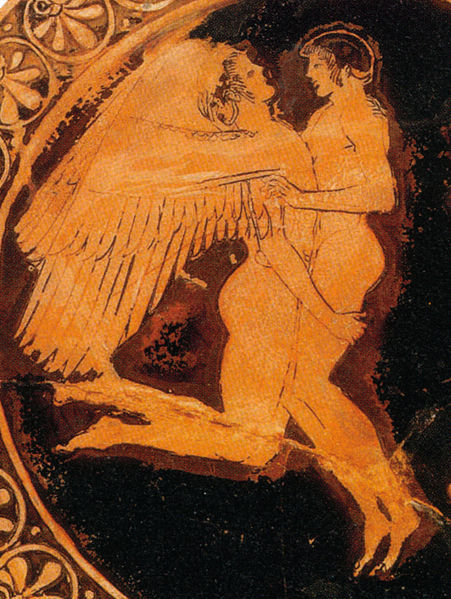
Frammento a figure rosse rappresentante Zefiro mentre rapisce il piccolo Giacinto e nel mentre copula intercruralmente con lui

Il sesso intercrurale (dal latino inter- "tra", e crura "gambe"), noto anche come rapporto sessuale interfemorale, è una delle più diffuse forme di sessualità non penetrativa: il pene si trova stretto (generalmente da dietro, ma può eseguirsi facilmente anche dal davanti) tra le cosce del/della partner, e spinto per creare attrito spesso con l'ausilio di lubrificazione, simulando in tal modo il rapporto sessuale penetrativo. Può essere una pratica utilizzata sia nei rapporti etero che omosessuali.

## Eterosessualità
Tra le sperimentazioni sessuali dell'età adolescenziale può esser presente anche il sesso intercrurale, questo soprattutto nell'interesse di evitare una gravidanza indesiderata o per mantenere intatta la verginità. La studiosa Shere Hite nelle sue ricerche del 1976-81 sulla sessualità tra donne ha scoperto che alcune donne adulte, secondo quanto da loro stesse dichiarato, erano in grado di raggiungere l'orgasmo tramite contatto intercrurale il quale giungeva a stimolare il clitoride.. 

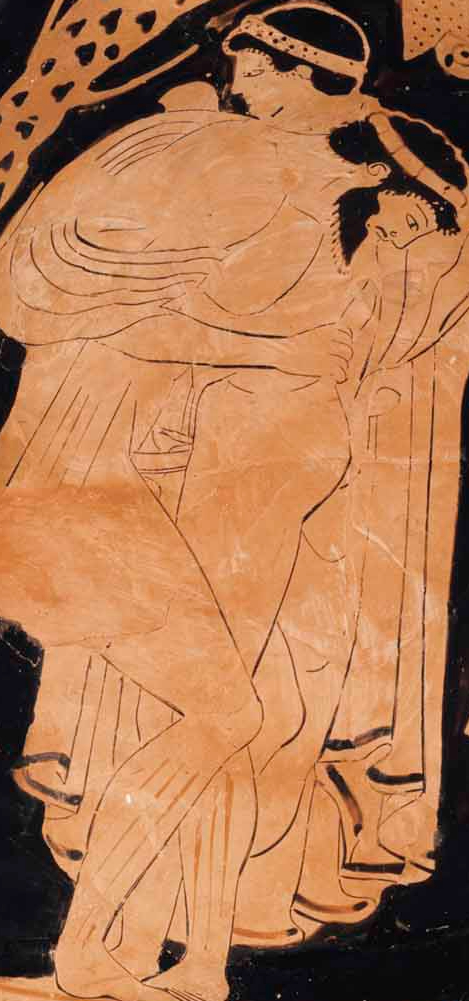
Vaso a figure rosse con uomo e ragazzo che fanno sesso intercrurale

Una variante eterosessuale del sesso intercrurale è una pratica conosciuta in Giappone come sumata.

## Omosessualità maschile

### Antica Grecia
Il rapporto intercrurale era il tipo più comune di sessualità pederastica nell'Antica Grecia, principalmente per il fatto che il sesso anale veniva considerato oltremodo degradante per il partner ricevente: il termine antico per indicare tale pratica era quello di diamērizein, ovvero "fare qualcosa tra le cosce". Con questo nome è indicato nella commedia di Aristofane dal titolo Gli uccelli.
Lo storico britannico Kenneth Dover ne ha ampiamente discusso nel suo saggio del 1978 intitolato L'omosessualità nella Grecia antica, da cui derivano la maggior parte delle teorie vigenti in materia di sesso tra uomini nel mondo classico. La biologa di Harvard Joan Roughgarden si riferisce alla posizione in piedi faccia a faccia descritta visivamente in molte raffigurazioni della Magna Grecia proprio come sesso intercrurale, definendolo così la "posizione del missionario gay maschile": questo in una sezione del suo libro Evolution's Rainbow del 2004 il quale si rifà ampiamente a Dover.
Citazioni attribuite ai filosofi cinici nei riguardi di Alessandro Magno presuppongono, durante tutto il corso della sua vita, la pratica del sesso intercrurale tra il re macedone e il suo giovane e più intimo amante, nonché compagno di battaglie, Efestione.

### Medioevo
La pratica intercrurale sembra poi esser stata comune in epoca medioevale: ad esempio, un documento intitolato Il dibattito tra Elena e Ganimede descrive "le cosce scivolose e morbide di un ragazzo" come molto più desiderabili e preferibili rispetto all'"amara e noiosa caverna/grotta femminile". Tra le domande poste in confessionale ai giovani uomini durante il medioevo vi erano anche queste: "hai commesso adulterio con un altro uomo tra le gambe?", oppure "hai mai messo la tua virilità tra le gambe di un altro uomo?".
Anche Pier Damiani nel suo Liber Gomorrhianus cita il sesso interfemorale come uno dei "quattro tipi di atti esplicitamente denunciati dalla Bibbia come contro natura".

### Ottocento

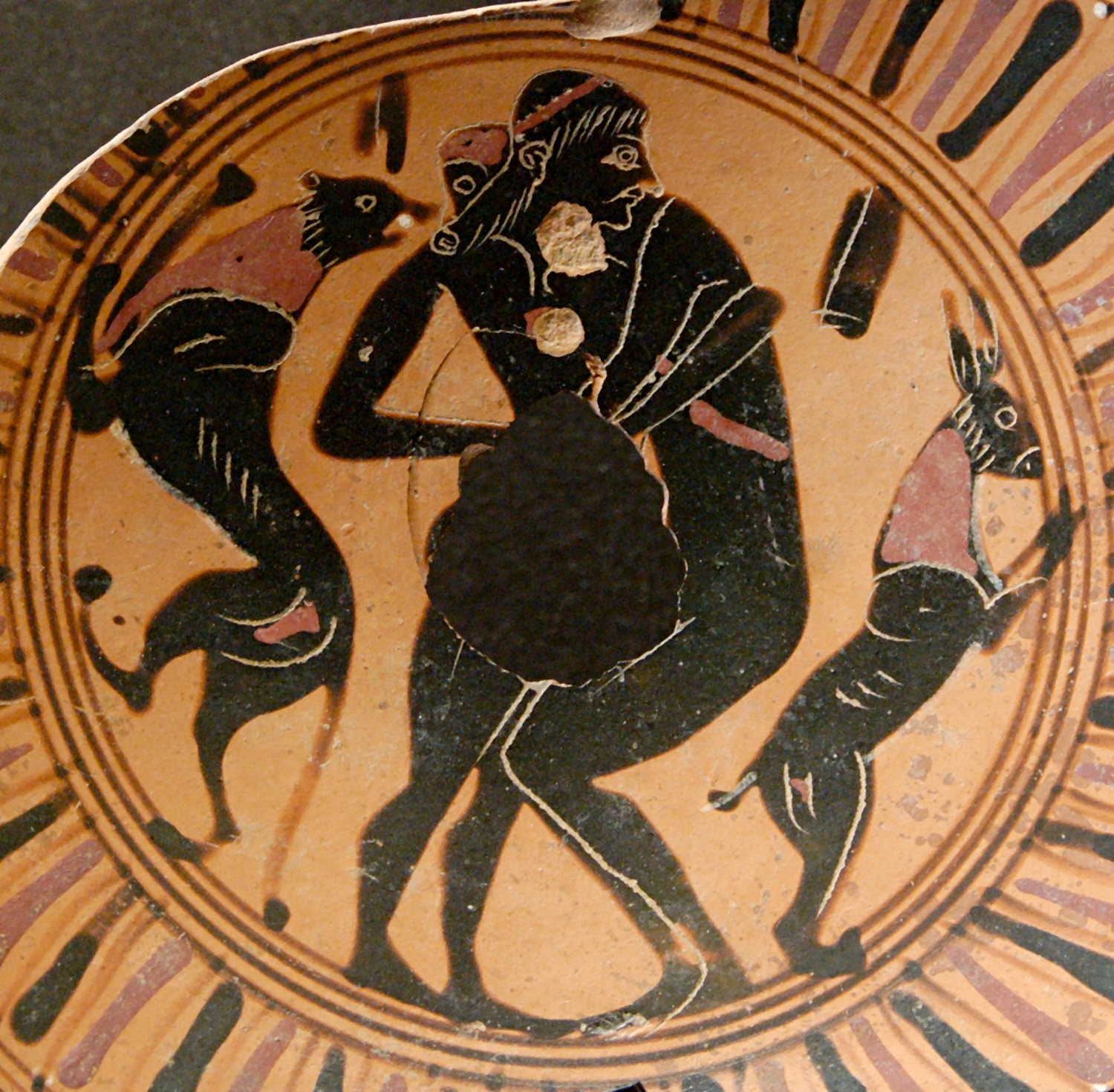
Frammento di una coppa a figure nere, ritrovata nell'Attica, raffigurante un uomo e un ragazzo (figura a sinistra, senza barba) che praticano sesso intercrurale (550–525 a.C. circa)

Negli Stati Uniti il sesso intercrurale è conosciuto come "primo anno di Princeton": il termine si riferisce al sistema in cui i veterani-rookie's aiutavano le matricole anche giovanissime ad adattarsi alla nuova vita universitaria in cambio di gratificazione sessuale tramite sesso intercrurale e orale e un sistema del tutto simile era presente anche a Oxford, dov'era conosciuto come "Oxford style", ma anche "sfregamento/strofinamento Ivy League" e veniva incluso nell'ambito del frottage. Sembra così che in alcune università anglosassoni si sia spesso imitato il rito di iniziazione omosessuale-pederastico vigente nell'antica società greca. I sinonimi riferiti all'ambito scolastico sono usati soprattutto nel corso del XIX secolo per descrivere "horny young men during the long, cold winters away at all-boys schools" (ossia "giovani arrapati durante i lunghi e freddi inverni nelle scuole maschili").
È stato ipotizzato che il sesso intercrurale abbia rappresentato una parte importante della vita intima di famosi personaggi della storia noti come omosessuali e/o bisessuali: ad esempio, secondo il suo biografo Richard Ellman il giovane Oscar Wilde fu introdotto al sesso intercrurale da Robert Ross, e sembra essere stata da allora in poi la sua attività sessuale preferita, oltre a ricevere il sesso orale. Si è poi speculato sul fatto che il leader Zulu Shaka possa aver incoraggiato il sesso intercrurale tra le sue truppe militari per rinsaldarne il morale e crear così la massima intimità e fedeltà reciproca.

### Oggi

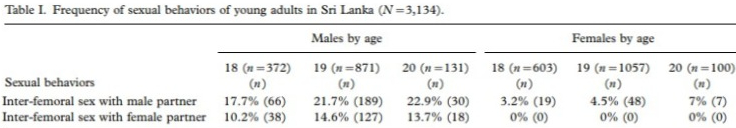
Comportamenti sessuali più comuni tra i giovani in Sri Lanka, tra cui il sesso intercrurale

Nonostante alcuni rappresentanti autorevoli del moderno ebraismo abbiano fatto propria la tesi secondo cui il sesso intercrurale non venga espressamente condannato in Levitico 18-20, e non riguarderebbe quindi le restrizioni religiose sulla sodomia, la questione è ancora oggi oggetto di dibattito tra i maggiori rabbini.
Il sesso intercrurale è ancor oggi abbastanza comune in alcune società: durante una ricerca del 1997 sui bisogni e la salute sessuale, il 73% degli indiani intervistati a Calcutta hanno dichiarato di avere regolari rapporti sessuali intercrurali.
Rapporti storico-etnologici riferiscono la pratica intercrurale tra adolescenti e bambini di sesso maschile in Sri Lanka e tra gli aborigeni australiani.